# Campeonato Juvenil de la AFC 1964
El Campeonato Juvenil de la AFC 1964 se llevó a cabo entre los días 18 y 28 de abril de 1964 en la ciudad de Saigón, en Vietnam del Sur y contó con la participación de 8 selecciones juveniles de Asia.
En esta edición dos selecciones volvieron a compartir el título de campeón, esta vez fueron Birmania e Israel.

## Participantes
| - Birmania - India - Israel - Japón | - Malasia - Corea del Sur - Tailandia - Vietnam del Sur (anfitrión) |

## Fase de grupos

### Grupo A
| País          | J | G | E | P | GF | GC | GD  | Pts |
| ------------- | - | - | - | - | -- | -- | --- | --- |
| Israel        | 3 | 3 | 0 | 0 | 10 | 0  | +10 | 6   |
| Corea del Sur | 3 | 2 | 0 | 1 | 3  | 4  | -1  | 4   |
| Japón         | 3 | 0 | 1 | 2 | 1  | 4  | -3  | 1   |
| Tailandia     | 3 | 0 | 1 | 2 | 1  | 7  | -6  | 1   |

| 19 abril | Corea del Sur | 1–0 | Japón         |
|          | Tailandia     | 0-4 | Israel        |
| 23 abril | Japón         | 1–1 | Tailandia     |
|          | Israel        | 4–0 | Corea del Sur |
| 26 abril | Corea del Sur | 2–0 | Tailandia     |
|          | Israel        | 2–0 | Japón         |

### Grupo B
| País            | J | G | E | P | GF | GC | GD | Pts |
| --------------- | - | - | - | - | -- | -- | -- | --- |
| Birmania        | 3 | 2 | 0 | 1 | 8  | 3  | +5 | 4   |
| Malasia         | 3 | 1 | 1 | 1 | 7  | 6  | +1 | 3   |
| Vietnam del Sur | 3 | 1 | 1 | 1 | 1  | 4  | -3 | 3   |
| India           | 3 | 0 | 2 | 1 | 1  | 4  | –3 | 2   |

| 18 abril | Malasia         | 3-0 | Vietnam del Sur |
|          | Birmania        | 3–0 | India           |
| 22 abril | Birmania        | 5–2 | Malasia         |
|          | Vietnam del Sur | 0–0 | India           |
| 25 abril | India           | 1–1 | Malasia         |
|          | Vietnam del Sur | 1–0 | Birmania        |

## Ronda Final

### Tercer Lugar
| 28 de abril de 1964 | Malasia                                                    | 5–1 | Corea del Sur       | Cộng Hòa Stadium, Saigón |  |
|                     | Looi Loon Teik 12' 55' · S.Karathu 27' · Dali Omar 40' 90' |     | Cheung Dong-Soo 49' |                          |  |

### Final
| 28 de abril de 1964 | Birmania | 0–0 | Israel | Cộng Hòa Stadium, Saigón        |  |
|                     |          |     |        | Asistencia: 40,000 espectadores |  |

## Campeón
| Campeonato Juvenil de la AFC 1964 | Campeonato Juvenil de la AFC 1964 |
| --------------------------------- | --------------------------------- |
| Bandera de Israel                 | Bandera de Birmania               |
| Israel 1º Título                  | Myanmar 3º Título                 |